# 瓜蒂卡
瓜蒂卡（西班牙語：Guática）是哥倫比亞的城鎮，位於該國中西部，由里薩拉爾達省負責管轄，距離首府佩雷拉93公里，始建於1537年，面積97平方公里，海拔高度1,820米，2005年人口15,102。

## 外部連結
- Guatica's Official Website (Spanish) （页面存档备份，存于）

5°19′N 75°48′W / 5.317°N 75.800°W